# Survivor: Edge of Extinction
Survivor: Edge of Extinction  es la 38ª temporada de la serie de televisión de realidad competitiva estadounidense CBS Survivor. Fue la undécima temporada consecutiva que contó con jugadores que regresaban y fue la sexta temporada consecutiva que contó con jugadores nuevos. Esta es la séptima temporada del espectáculo filmada en Fiyi, después de Survivor: Fiji, Survivor: Millennials vs. Gen X, Survivor: Game Changers, Survivor: Heroes vs. Healers vs. Hustlers, Survivor: Ghost Island y Survivor: David vs. Goliath.
Esta temporada introdujo una nueva característica en la que los concursantes que son expulsados tienen la opción de tomar un bote al título "Edge of Extinction" en lugar de abandonar el juego de forma permanente. El Borde de la Extinción es una playa desolada y abandonada con incluso menos comodidades que la isla principal: los concursantes Edge of Extinction pueden esperar una oportunidad para volver a unirse al juego principal o pueden optar por abandonar el juego en cualquier momento levantando una vela de velero blanca. Los náufragos al borde de la extinción recibían correspondencia regular a través de mapas y cartas codificadas, lo que conducía a la ubicación de raciones diarias de arroz y ventajas en el juego. Al principio, el resto de los concursantes no estaban al tanto de este giro; se reveló oficialmente en la fusión tribal, momento en el que los náufragos restantes de "Edge of Extinction" compitieron en un desafío con el ganador regresando al juego. A los jugadores perdedores se les dio la oportunidad de permanecer al borde de la extinción y, a partir de ese momento, todos los habitantes restantes del Edge of Extinction acudieron a cada consejo tribal como miembros del jurado. Esta es la temporada más reciente en la que se revela el ganador y el especial de reunión se lleva a cabo en vivo.
La temporada se estrenó el 20 de febrero de 2019 y finalizó el 15 de mayo del mismo año, cuando Chris Underwood fue nombrado ganador encima de Gavin Whitson y Julie Rosenberg en una votación de 9-4-0. Underwood fue la primera persona en ganar Survivor después de ser eliminado en la misma temporada.

### Casting
Esta temporada contó con 14 jugadores nuevos y cuatro jugadores que regresan, la primera temporada desde Survivor: Blood vs. Water (11 temporadas antes) en presentar una mezcla de jugadores nuevos y que regresan. Según el presentador Jeff Probst, la decisión de traer de vuelta a los jugadores que regresan se tomó como respuesta al concepto de Edge of Extinction para ilustrar las dificultades del juego, afirmando: "Una vez que aterrizamos en Extinction, lo que me llamó la atención es que le pedimos a la gente que vaya más lejos de lo que nunca antes ha ido en un juego que ya es muy difícil. Traigamos recordatorios de lo difícil que es. Vamos a traer a cuatro jugadores que regresan y que te lo van a recordar". [cita requerida]
Como tal, los productores finalmente eligieron a cuatro jugadores que regresan para esta temporada: Joe Anglim de Worlds Apart y Cambodia, Aubry Bracco de Kaôh Rōng y Game Changers, Kelley Wentworth de San Juan del Sur y Cambodia, y David Wright de Millennials vs. Gen X. Benjamin "Coach" Wade de Tocantins, Heroes vs. Villains y South Pacific también fue invitado por los productores, pero finalmente rechazó la oferta, diciendo que sentía que era un desperdicio jugar en una temporada con novatos.

## Equipo del programa
- Presentador: Jeff Probst lidera los desafíos grupales, individuales y los consejos tribales.

## Concursantes
Entre los 14 nuevos jugadores se encontraba el educador Ron Clark. El elenco está compuesto por 14 nuevos jugadores y cuatro que regresan, inicialmente divididos en dos tribus con ocho miembros cada una; Kama y Manu.
| Concursante                                                                    | Tribu Original | Tribu Ampliada                              | Tribu Fusionada                              | Resultado final                                | Borde de la Extinción   | Votos |
| ------------------------------------------------------------------------------ | -------------- | ------------------------------------------- | -------------------------------------------- | ---------------------------------------------- | ----------------------- | ----- |
| Chris Underwood 25, Greenville, North Carolina                                 | Manu           |                                             | Vata                                         | Único Sobreviviente                            |                         | 0     |
| Gavin Whitson 23, New York City, New York                                      | Kama           | Manu                                        | Vata                                         | 2.do Lugar                                     |                         | 0     |
| Julie Rosenberg 46, Erwin, Tennessee                                           | Kama           | Kama                                        | Vata                                         | Finalista                                      |                         | 1     |
| Rick Devens 33, Macon, Georgia                                                 | Manu           | Lesu                                        | Vata                                         | 17.° Eliminado 13.er Miembro del Jurado Día 38 |                         | 2(+3) |
| Lauren O'Connell 21, Waco, Texas                                               | Manu           | Lesu                                        | Vata                                         | 16.ª Eliminada 12.vo Miembro del Jurado Día 37 |                         | 11    |
| Victoria Baamonde 23, New York City, New York                                  | Kama           | Manu                                        | Vata                                         | 15.ª Eliminada 11.er Miembro del Jurado Día 36 |                         | 2     |
| Aurora McCreary 32, Orlando, Florida                                           | Kama           | Kama                                        | Vata                                         | 14.ª Eliminada 10.mo Miembro del Jurado Día 34 | Duelo perdido 14 Día 35 | 12    |
| Ron Clark 45, Atlanta, Georgia                                                 | Kama           | Kama                                        | Vata                                         | 13.er Eliminado 9.° Miembro del Jurado Día 31  | Duelo perdido 13 Día 35 | 3     |
| Dan "Wardog" DaSilva 38, Los Ángeles, California                               | Manu           | Lesu                                        | Vata                                         | 12.° Eliminado 8.vo Miembro del Jurado Día 29  | Duelo perdido 12 Día 35 | 8     |
| Kelley Wentworth 32, Seattle, Washington Survivor: San Juan del Sur & Cambodia | Manu           | Lesu                                        | Vata                                         | 11.ª Eliminada 7.mo Miembro del Jurado Día 27  | Duelo perdido 11 Día 35 | 14    |
| David Wright 44, Sherman Oaks, California Survivor: Millennials vs. Gen X      | Manu           | Lesu                                        | Vata                                         | 10.° Eliminado 6.to Miembro del Jurado Día 25  | Duelo perdido 10 Día 35 | 11    |
| Julia Carter 25, Bethesda, Maryland                                            | Kama           | Kama                                        | Vata                                         | 9.ª Eliminada 5.to Miembro del Jurado Día 23   | Duelo perdido 9 Día 35  | 9     |
| Eric Hafemann 32, Livermore, California                                        | Kama           | Manu                                        | Vata                                         | 8.° Eliminado 4.to Miembro del Jurado Día 22   | Duelo perdido 8 Día 35  | 8     |
| Joe Anglim 29, Scottsdale, Arizona Survivor: Worlds Apart & Cambodia           | Kama           | Kama                                        | Vata                                         | 7.° Eliminado 3.er Miembro del Jurado Día 19   | Duelo perdido 7 Día 35  | 6     |
| Wendy Diaz 25, Bell, California                                                | Manu           | Manu                                        |                                              | 6.ª Eliminada Día 16                           | Abandona Día 17         | 8     |
| Aubry Bracco 32, Cambridge, Massachusetts Survivor: Kaôh Rōng & Game Changers  | Kama           | Manu                                        | 5.ª Eliminada 2.do Miembro del Jurado Día 13 | Duelo perdido 5 Día 35                         | 4                       |       |
| Rick Devens Regresa al juego                                                   | Manu           | Lesu                                        | 4.° Eliminado Día 11                         | Vuelve a la competencia Día 17                 | 3                       |       |
| Chris Underwood Regresa al juego                                               | Manu           |                                             | 3.er Eliminado Dejó el Jurado Día 8          | Regresa a la competencia Día 35                | 5                       |       |
| Keith Sowell 19, Durham, North Carolina                                        | Manu           | 2.° Eliminado Día 6                         | Abandona Día 17                              | 6                                              |                         |       |
| Reem Daly 46, Ashburn, Virginia                                                | Manu           | 1.ª Eliminada 1.er Miembro del Jurado Día 3 | Duelo perdido 1 Día 35                       | 4                                              |                         |       |

### Apariciones futuras
Fuera de Survivor, Chris Underwood compitió en la segunda temporada de The Challenge: USA.

## Resumen de la temporada
Los 14 jugadores nuevos y los cuatro que regresan se dividieron en dos tribus de nueve: Kama y Manu. En Kama, los nuevos jugadores se alinearon contra los repatriados Aubry y Joe, y evitaron el Consejo Tribal, mientras que en Manu, los repatriados David y Kelley lograron una tregua incómoda para controlar las votaciones anticipadas, ayudados por sus respectivos aliados más cercanos, Rick y Lauren. Después del cambio de tribu, Aubry fue expulsada, mientras que Kelley se volvió contra David para eliminar a Rick. A los jugadores que fueron expulsados se les dio la oportunidad de dirigirse a una isla aislada, Borde de la Extinción, para tener la oportunidad de regresar al juego; en la fusión, Rick ganó una competencia y se reincorporó al juego.
Después de la fusión, la alianza mayoritaria Kama votó para expulsar a Joe antes de enfrentarse entre sí, lo que llevó a una serie de coaliciones a corto plazo para eliminar las amenazas comunes, incluidos David y Kelley. Rick emergió como el objetivo más grande restante, pero permaneció en el juego después de ganar desafíos de inmunidad y jugar ídolos de inmunidad ocultos. Wardog era la fuerza estratégica de la antigua alianza Manu, mientras que Ron era la fuerza estratégica de la antigua alianza Kama, lo que hizo que ambos fueran sorprendidos por una alianza emergente de cuatro personas de Lauren, Victoria, Aurora y Gavin. Sin embargo, Lauren luego lideró la carga para sorprender a Aurora y luego a Victoria, ambas por ser grandes amenazas para ganar.
Cuando quedaban cinco jugadores, Chris, que había estado al borde de la extinción desde el día 8, ganó el desafío final de reentrada y regresó al juego. Chris convenció a Lauren para que jugara su ídolo de inmunidad oculta con él, jugó con éxito un ídolo en sí mismo y ganó el desafío de inmunidad final para ganarse un lugar en el Consejo Tribal final, solo para renunciar a su inmunidad para poder enfrentarse a Rick en el desafío de hacer fuego; Chris derrotó a Rick para unirse a Julie y Gavin en el Consejo Tribal Final.
En el Consejo Tribal Final, Julie fue ignorada en gran medida debido a que jugaba con sus emociones y no con la estrategia. Ella explicó su caso diciendo que tenía lazos estrechos con Ron y otros y dijo que ella era la razón por la que Julia fue enviada a casa. Gavin fue elogiado por su juego social, el uso efectivo del Voto Extra y sus victorias de inmunidad, pero jugando un juego estratégico relativamente seguro, sin grandes movimientos. Chris dijo que a pesar de que solo estuvo en el juego durante 13 días, hizo grandes movimientos al optar por participar en el desafío de hacer fuego, usar múltiples ídolos y crear grandes vínculos sociales con la gente de Edge of Extinction. Debido a esto, Chris ganó en una votación de 9-4-0 sobre Gavin y Julie.

## Desarrollo
| Episodio                                  | Fecha de emisión      | Ganadores de los desafíos                   | Ganadores de los desafíos | Eliminado(a)    | Final                                          |
| Episodio                                  | Fecha de emisión      | Recompensa                                  | Inmunidad                 | Eliminado(a)    | Final                                          |
| ----------------------------------------- | --------------------- | ------------------------------------------- | ------------------------- | --------------- | ---------------------------------------------- |
| "It Smells Like Success"                  | 20 de febrero de 2019 | Kama                                        | Kama                      | Reem            | 1.ª Eliminada 1er Miembro del Jurado Día 3     |
| "One Of Us Is Going To Win The War"       | 27 de febrero de 2019 | Kama                                        | Kama                      | Keith           | 2.o Eliminado Día 6                            |
| "Betrayals Are Going to Get Exposed"      | 6 de marzo de 2019    | Manu                                        | Kama                      | Chris           | 3.er Eliminado Día 8                           |
| "I Need a Dance Partner"                  | 13 de marzo de 2019   | Nadie                                       | Kama                      | Rick            | 4.o Eliminado Día 11                           |
| "I Need a Dance Partner"                  | 13 de marzo de 2019   | Nadie                                       | Manu                      | Rick            | 4.o Eliminado Día 11                           |
| "It's Like the Worst Cocktail Party Ever" | 20 de marzo de 2019   | Kama                                        | Kama                      | Aubry           | 5.a Eliminada 2.do Miembro del Jurado Día 13   |
| "It's Like the Worst Cocktail Party Ever" | 20 de marzo de 2019   | Manu                                        | Lesu                      | Aubry           | 5.a Eliminada 2.do Miembro del Jurado Día 13   |
| "It's Like the Worst Cocktail Party Ever" | 20 de marzo de 2019   | Kama                                        | Kama                      | Wendy           | 6.a Eliminada Día 16                           |
| "It's Like the Worst Cocktail Party Ever" | 20 de marzo de 2019   | Manu                                        | Kama                      | Wendy           | 6.a Eliminada Día 16                           |
| "There's Always a Twist"                  | 27 de marzo de 2019   | Rick                                        | Julie                     | Joe             | 7.° Eliminado 3.er Miembro del Jurado Día 19   |
| "I'm the Puppet Master"                   | 3 de abril de 2019    | Aurora, Eric, Julia, Rick, Wardog, Victoria | Aurora                    | Eric            | 8.° Eliminado 4.to Miembro del Jurado Día 22   |
| "Y'all Making Me Crazy"                   | 10 de abril de 2019   | Nadie                                       | Gavin                     | Julia           | 9.a Eliminada 5.to Miembro del Jurado Día 23   |
| "Blood of a Blindside"                    | 17 de abril de 2019   | Nadie                                       | Aurora                    | David           | 10.° Eliminado 6.to Miembro del Jurado Día 25  |
| "Blood of a Blindside"                    | 17 de abril de 2019   | Gavin, Kelley, Lauren [Julie]               | Rick                      | Kelley          | 11.a Eliminada 7.mo Miembro del Jurado Día 27  |
| "Fasten Your Seatbelts"                   | 24 de abril de 2019   | Julie, Lauren, Rick, Wardog                 | Rick                      | Wardog          | 12.° Eliminado 8.vo Miembro del Jurado Día 29  |
| "Awkward"                                 | 1 de mayo de 2019     | Ron [Gavin, Julie]                          | Gavin                     | Ron             | 13.° Eliminado 9.° Miembro del Jurado Día 31   |
| "Idol or Bust"                            | 8 de mayo de 2019     | Gavin [Victoria, Lauren]                    | Rick                      | Aurora          | 14.a Eliminada 10.° Miembro del Jurado Día 34  |
| "I See The Million Dollars"               | 15 de mayo de 2019    | Chris                                       | Julie                     | Victoria        | 15.a Eliminada 11.er Miembro del Jurado Día 36 |
| "I See The Million Dollars"               | 15 de mayo de 2019    | Julie [Chris, Lauren]                       | Julie                     | Victoria        | 15.a Eliminada 11.er Miembro del Jurado Día 36 |
| "I See The Million Dollars"               | 15 de mayo de 2019    | Nadie                                       | Rick                      | Lauren          | 16.a Eliminada 12.° Miembro del Jurado Día 37  |
| "I See The Million Dollars"               | 15 de mayo de 2019    | Nadie                                       | Chris [Gavin, Julie]      | Rick            | 17.° Eliminado 13.° Miembro del Jurado Día 38  |
| "Reunion Special"                         | 15 de mayo de 2019    |                                             |                           | Voto del jurado | Voto del jurado                                |
| "Reunion Special"                         | 15 de mayo de 2019    | Julie                                       | Finalista                 |                 |                                                |
| "Reunion Special"                         | 15 de mayo de 2019    | Gavin                                       | Finalista                 |                 |                                                |
| "Reunion Special"                         | 15 de mayo de 2019    | Chris                                       | Única Sobreviviente       |                 |                                                |

## Votos del «Consejo Tribal»
|             | Tribus Originales | Tribus Originales | Tribus Originales | Tribus Mezcladas | Tribus Mezcladas | Tribus Mezcladas | Tribus Mezcladas | Tribu Fusionada | Tribu Fusionada | Tribu Fusionada | Tribu Fusionada | Tribu Fusionada | Tribu Fusionada | Tribu Fusionada | Tribu Fusionada | Tribu Fusionada | Tribu Fusionada | Tribu Fusionada |       |
| ----------- | ----------------- | ----------------- | ----------------- | ---------------- | ---------------- | ---------------- | ---------------- | --------------- | --------------- | --------------- | --------------- | --------------- | --------------- | --------------- | --------------- | --------------- | --------------- | --------------- | ----- |
| Episodio #: | 1                 | 2                 | 3                 | 4                | 5                | 5                | 5                | 6               | 7               | 8               | 9               | 9               | 10              | 11              | 12              | 13              | 13              | 13              |       |
| Día #       | 3                 | 6                 | 8                 | 11               | 13               | 16               | 16               | 19              | 22              | 23              | 25              | 27              | 29              | 31              | 34              | 36              | 37              | 38              |       |
| Eliminados: | Reem              | Keith             | Chris             | Rick             | Aubry            | Empate           | Wendy            | Joe             | Eric            | Julia           | David           | Kelley          | Wardog          | Ron             | Aurora          | Victoria        | Lauren          | Rick            |       |
| Votos:      | 4-3-1-1           | 6–1-1             | 5–2               | 3–2              | 4–1              | 4-4              | 6–0              | 6-3-2-2         | 8-2-2           | 9-1-0           | 8–2             | 5–4             | 6–2             | 3-1-0           | 5–1             | 2-0-0           | 2–0             | Desafío         |       |
| Concursante | Votos             | Votos             | Votos             | Votos            | Votos            | Votos            | Votos            | Votos           | Votos           | Votos           | Votos           | Votos           | Votos           | Votos           | Votos           | Votos           | Votos           | Votos           | Votos |
| Chris       | Reem              | Keith             | Kelley            |                  |                  |                  |                  |                 |                 |                 |                 |                 |                 |                 |                 | Victoria        | Lauren          | Ganó            |       |
| Gavin       |                   |                   |                   |                  | Aubry            | Lauren           | Wendy            | Joe             | Eric            | Julia           | David           | Aurora          | Wardog          | Ron (x2)        | Aurora          | Rick            | Chris           | A Salvo         |       |
| Julie       |                   |                   |                   |                  |                  |                  |                  | Joe             | Lauren          | Julia           | David           | Aurora          | Wardog          | Rick            | Aurora          | Rick            | Chris           | A Salvo         |       |
| Rick        | Reem              | Keith             | Chris             | Lauren           |                  |                  |                  | Kelley          | Lauren          | Julia           | Wardog          | Kelley          | Aurora          | Aurora          | Aurora          | Victoria        | Lauren          | Perdió          |       |
| Lauren      | Wendy             | Keith             | Chris             | Rick             |                  | Wendy            | Nadie            | David           | Eric            | Julia           | David           | Aurora          | Wardog          | Ron             | Aurora          | Rick            | Chris           |                 |       |
| Victoria    |                   |                   |                   |                  | Aubry            | Lauren           | Wendy            | Joe             | Eric            | Julia           | David           | Kelley          | Wardog          | Rick            | Aurora          | Chris           |                 |                 |       |
| Aurora      |                   |                   |                   |                  |                  |                  |                  | Rick            | Eric            | David           | David           | Kelley          | Wardog          | Rick            | Julie           |                 |                 |                 |       |
| Ron         |                   |                   |                   |                  |                  |                  |                  | Joe             | Kelley          | Julia           | David           | Kelley          | Wardog          | Rick            |                 |                 |                 |                 |       |
| Wardog      | Wendy             | Keith             | Chris             | Rick             |                  | Wendy            | Wendy            | David           | Eric            | Julia           | David           | Kelley          | Aurora          |                 |                 |                 |                 |                 |       |
| Kelley      | Wendy             | Keith             | Chris             | Rick             |                  | Wendy            | Wendy            | David           | Eric            | Julia           | David           | Aurora          |                 |                 |                 |                 |                 |                 |       |
| David       | Reem              | Keith             | Chris             | Lauren           |                  | Wendy            | Wendy            | Kelley          | Eric            | Julia           | Wardog          |                 |                 |                 |                 |                 |                 |                 |       |
| Julia       |                   |                   |                   |                  |                  |                  |                  | Joe             | Eric            | Kelley          |                 |                 |                 |                 |                 |                 |                 |                 |       |
| Eric        |                   |                   |                   |                  | Aubry            | Lauren           | Wendy            | Joe             | Kelley          |                 |                 |                 |                 |                 |                 |                 |                 |                 |       |
| Joe         |                   |                   |                   |                  |                  |                  |                  | Rick            |                 |                 |                 |                 |                 |                 |                 |                 |                 |                 |       |
| Wendy       | Lauren            | Kelley            | Kelley            |                  | Aubry            | Lauren           | Nadie            |                 |                 |                 |                 |                 |                 |                 |                 |                 |                 |                 |       |
| Aubry       |                   |                   |                   |                  | Lauren           |                  |                  |                 |                 |                 |                 |                 |                 |                 |                 |                 |                 |                 |       |
| Keith       | Reem              | Wendy             |                   |                  |                  |                  |                  |                 |                 |                 |                 |                 |                 |                 |                 |                 |                 |                 |       |
| Reem        | Kelley            |                   |                   |                  |                  |                  |                  |                 |                 |                 |                 |                 |                 |                 |                 |                 |                 |                 |       |

| Votación del Jurado | Votación del Jurado | Votación del Jurado | Votación del Jurado |      |
| Episodio            | 14                  | 14                  | 14                  |      |
| ------------------- | ------------------- | ------------------- | ------------------- | ---- |
| Día                 | 39                  | 39                  | 39                  |      |
| Finalista           | Chris               | Gavin               | Julie               |      |
| Votos               | 9–4–0               | 9–4–0               | 9–4–0               |      |
|                     |                     |                     |                     |      |
| Jurado              | Voto                | Voto                | Voto                | Voto |
| Rick                |                     | Yes                 |                     |      |
| Lauren              |                     | Yes                 |                     |      |
| Victoria            | Yes                 |                     |                     |      |
| Aurora              |                     | Yes                 |                     |      |
| Ron                 | Yes                 |                     |                     |      |
| Wardog              | Yes                 |                     |                     |      |
| Kelley              |                     | Yes                 |                     |      |
| David               | Yes                 |                     |                     |      |
| Julia               | Yes                 |                     |                     |      |
| Eric                | Yes                 |                     |                     |      |
| Joe                 | Yes                 |                     |                     |      |
| Aubry               | Yes                 |                     |                     |      |
| Reem                | Yes                 |                     |                     |      |

## Recepción
Survivor: Edge of Extinction recibió críticas negativas debido a la edición mal equilibrada, el giro de Edge of Extinction y la abundancia de ídolos y ventajas al final de la temporada que ayudaron a contribuir al controvertido resultado de Chris Underwood, quien fue expulsado en el Día 8 y no regresó al juego hasta el Día 35. coronándose campeón de la temporada. Si bien Underwood fue elogiado por su juego en los últimos días del juego, su victoria fue controvertida debido a su eliminación temprana, lo que resultó en que no estuviera involucrado en la eliminación de la mayoría de los jugadores debido a su posición en Edge of Extinction.
El bloguero de Survivor y ex concursante Stephen Fishbach habló negativamente sobre la temporada, afirmando sobre la victoria de Underwood: "Sobre el papel, parece imposible, incluso insultante. El desafío característico de Survivor es, ¿cómo expulsas a la gente del juego de tal manera que estén dispuestos a votar por ti para ganar? Chris no tuvo que hacer nada de eso. En lugar de tener que traicionar a sus compañeros de tribu, Chris pasó un mes alimentándolos, curando heridas y construyendo vínculos. ¿Y qué significa eso sobre los últimos 10 episodios del programa? ¿Eran todos ellos una sala de espera inútil para la marcha de Chris hacia la victoria?" Fishbach también criticó la edición al final de la temporada, ya que muchos de los miembros del elenco recibieron menos tiempo en pantalla que los cuatro concursantes que regresaban, Devens y, al final, Underwood.
Dalton Ross de Entertainment Weekly también criticó la edición y el casting de la temporada, así como el eventual ganador. De acuerdo con Ross, "Rick Devens fue el único verdadero broche de oro del elenco... Pero eso también puede deberse a que gran parte de la atención inicial se dedicó a los cuatro jugadores que regresaban". Ross habló de la victoria de Chris: "Es muy difícil saber qué hacer con Chris como ganador. Fue expulsado, solo jugó 13 de los 39 días y tuvo lo que otros jugadores dijeron que era una ventaja "monumental" de hacerse amigo de todo el jurado en un entorno que no era de juego. Realmente no me parece justo". Ross clasificó la temporada en el puesto 29 de 38 (en ese momento); Al final de la 40ª temporada, ahora ocupa el puesto 30 de 40.
Leigh Oleszczak de Surviving Tribal escribió: "Había muchas cosas mal con Survivor: Edge of Extinction... Lo intentaron una vez y nos dio no solo una de las peores temporadas de la historia, sino también el peor ganador de la historia". Andy Dehnart de Reality Blurred también criticó la temporada y su final, afirmando: «Si quieres un juego producido de mala calidad sin reglas coherentes, solo muchas señales de que los productores están retorciendo el juego en formas porque no entienden o no se preocupan por el diseño del juego, hay muchas otras opciones. Uno de ellos comienza el próximo mes en CBS y se llama Gran Hermano". Daniel George de Surviving Tribal también arremetió contra el giro de Edge of Extinction, dando siete razones por las que fue un fracaso en su revisión de la temporada. Sin embargo, el giro se volvería a utilizar dos temporadas y un año después, donde recibió grandes elogios para el concursante que regresaba a pesar de criticarlo por el regreso.
En 2020, el sitio de fans de Survivor "Purple Rock Podcast" clasificó esta temporada en el puesto 26 de 40 diciendo que el "truco empleado aquí siempre parecía destinado al fracaso". Más tarde ese mismo año, Inside Survivor clasificó esta temporada en el puesto 33 de 40 diciendo que el giro de Edge of Extinction «en última instancia, hace que toda la temporada se sienta vacía y sin sentido».
En 2021, Rob Has a Podcast calificó a Edge of Extinction en el puesto 36 de 40 durante su podcast Survivor All-Time Top 40 Rankings. A pesar de las respuestas altamente negativas a la temporada, Survivor una vez más lideró el país en el grupo demográfico clave de 18 a 49 años y el segundo en general en espectadores durante su franja horaria.